# Accra
Accra (pronunciat acrà) és la capital de Ghana. És la ciutat més gran del país i el seu centre administratiu, econòmic i de comunicacions. Hi té importància la indústria alimentària, la de la fusta, tèxtil i química. Segons el cens de 2021, el districte metropolità d'Accra (de 20,4 km²), tenia 284.124 habitants, i la regió més gran del Gran Accra (de 3.245 km²) tenia 5.455.692 habitants. En l'ús comú, el nom Accra sovint es refereix al territori del districte metropolità d'Accra tal com existia abans de 2008, quan cobria 199,4 km². Des d'aleshores, aquest territori s'ha dividit en 13 districtes de govern local: 12 districtes municipals independents (179,0 km²) i el reduït districte metropolità d'Accra (20,4 km²), que és l'únic districte de la capital al qual se li atorga l'estatus de ciutat. Aquest territori de 199,4 km² tenia 1.782.150 habitants al cens de 2021, i serveix com a capital de Ghana. El districte sota la jurisdicció de l'Assemblea Metropolitana d'Accra pròpiament dita (20,4 km²) es distingeix de la resta de la capital com la Ciutat de Accra.
La ciutat disposa de l'Aeroport de Kotoka. L'Accra actual es va desenvolupar entorn d'un parell de fortificacions, una de britànica i una d'holandesa, edificades al segle xvii. El 1877, Accra va substituir Cape Coast com a capital de la colònia britànica de la Costa d'Or. Després de la construcció del ferrocarril per comunicar l'interior miner i agrícola amb el mar, Accra va esdevenir el centre econòmic de Ghana. És la seu del Museu Nacional, l'Acadèmia Ghanesa de Ciències i Arts, l'Arxiu Nacional i la Biblioteca Central. També hi és notable el castell de Christianborg, construït pels danesos al segle xvii. Als afores de la ciutat hi ha l'Achimota School, l'escola secundària principal del país, i a 13 km al nord, a Legon, la Universitat de Ghana. La Comissió de Defensa de l'Organització de la Unitat Africana (OUA) té la seu a Accra. Accra també és la capital de la Regió del Gran Accra.
Accra és coneguda per oferir als seus hostes una experiència cultural de tota la vida. Amb una àmplia escena de restaurants, una vida nocturna emocionant i una història que s'estenen pels carrers de la ciutat, simplement no és possible quedar-se sense coses per fer a Accra. La capital i ciutat més gran de Ghana, es troba a la costa del golf de Guinea a l'Àfrica occidental. Anomenada pel New York Times la capital africana de la frescor, Accra té un teixit de colors, l'art contemporani, la vida nocturna popular i les escenes d'entreteniment.

## Etimologia
La paraula Accra deriva de la paraula akana Nkran que significa formigues, una referència als nombrosos formiguers que es veuen al camp al voltant d'Accra. El nom es refereix específicament a les formigues soldats, i va ser aplicat tant a la ciutat com a la gent pels parlants Twi.
El nom d'Accra en l'idioma local Ga és Ga o Gaga, el mateix nom que el del poble Ga i afinat amb Nkran. La paraula de vegades es representa amb les vocals nasalitzades com Gã o Gãgã. L'historiador Carl Christian Reindorf va confirmar aquesta etimologia, proposant un vincle entre les qualitats marcials i el comportament migratori de les formigues locals i les del poble Ga. El vincle entre l'etnònim i les formigues es va reflectir explícitament en el reconeixement dels formiguers com a llocs sagrats. Sovint envoltats per tanques sagrades (aklabatsa), els alts munts vermells que esquitxaven l'interior d'Accra eren vists com un microcosmos de la comunitat humana i com a punts nodals entre el món conegut i el món dels morts.
Els Ga van utilitzar la referència a les espècies invasores de formigues vermelles fosques per connotar la destresa militar i la seva antiga conquesta dels parlants de Guang que resideixen a les planes d'Accra.
El nom Ga és en realitat un cognat del nom Akan, una de les poques paraules en què [g] correspon a [k] en Akan. Ga també va donar el seu nom als districtes de Ga que envolten Accra.
L'ortografia Accra va ser donada a Nkran pels europeus. Una grafia anterior utilitzada pels danesos era Akra.

## Història

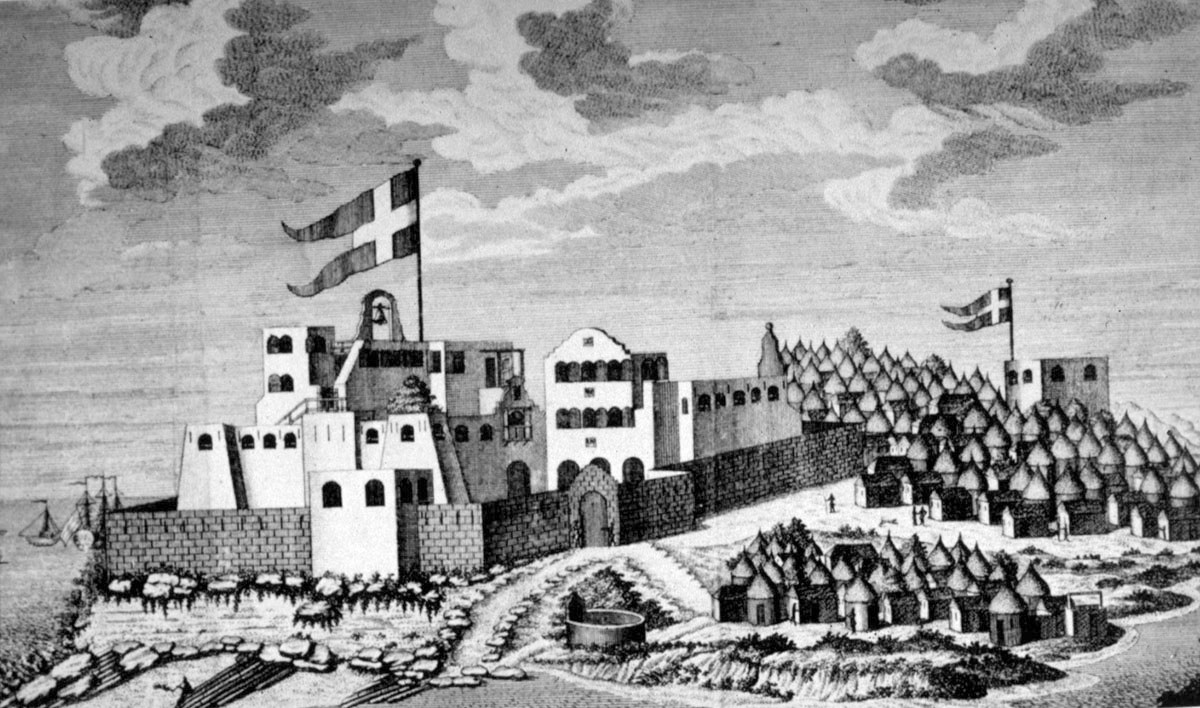
Un dibuix contemporani del fort de l'Imperi danès, Fort Christiansborg, actualment castell d'Osu. El lloc avançat a la dreta és Fort Prøvestenen

El grup principal de Ga conegut com els tumgwa estaven liderats per Ayi Kushie va arribar per mar. Quan els Guan (Lartehs) de la costa els van veure en les seves canoes al mar, semblaven formigues. Per tant, els Larteh es refereixen a ells com a Nkran (formigues). Nkran va ser posteriorment corromput pels danesos a Akra, després a l'actual Accra. Nkran en llengua Ga és Gaga, per la qual cosa també van començar a anomenar-se Ga. A causa del gran nombre d'immigrants Ga, els indígenes Larteh es van traslladar a la cresta d'Akuapem.
Inicialment, Accra no era el centre comercial més destacat; els centres comercials de l'època eren els ports d'Ada i Prampram, juntament amb els centres interiors de Dodowa i Akuse. Els holandesos van construir els llocs avançats propers del fort Ussher mentre que els britànics i els suecs van construir el fort de James i els castells de Christiansborg, respectivament. Al segle xvii, Portugal, França i Dinamarca havien construït forts a la ciutat.
Gran Bretanya va adquirir gradualment els interessos de tots els altres països a partir del 1851, quan Dinamarca va vendre Christiansborg (que havien adquirit als suecs) i els seus altres forts als britànics. Els Països Baixos van ser els últims a esgotar-se, el 1871. El 1873, després de dècades de tensió entre els britànics i els ashantis, els britànics van capturar Kumasi, destruint porcions de la ciutat. Aleshores, els britànics van capturar Accra el 1874, i el 1877, al final de la segona Guerra Angloaixanti, Accra va substituir la Costa del Cap com a capital de la Costa d'Or britànica. Aquesta decisió es va prendre perquè Accra tenia un clima més sec respecte a Cape Coast. Fins a aquest moment, l'assentament d'Accra estava limitat entre el fort Ussher a l'est i la llacuna de Korle a l'oest.
Quan les funcions administratives de la recentment establerta Costa d'Or es van traslladar a Accra (1877), va començar una afluència d'administradors colonials britànics i colons europeus al voltant de Christiansborg (els moderns Osu, Ministries, Ridge, Labone i Cantonments), i la ciutat va començar a expandir-se. per acollir els nous residents. Victoriaborg es va formar a finals del segle XIX com un barri residencial exclusivament europeu, situat a l'est dels límits de la ciutat de l'època. Els límits d'Accra es van estendre encara més el 1908. Aquesta expansió va comportar la creació d'un barri només autòcton, destinat a acollir membres de la població autòctona com a mitjà per alleujar els problemes de congestió al centre de la ciutat superpoblat. Adabraka es va establir així al nord de la ciutat.

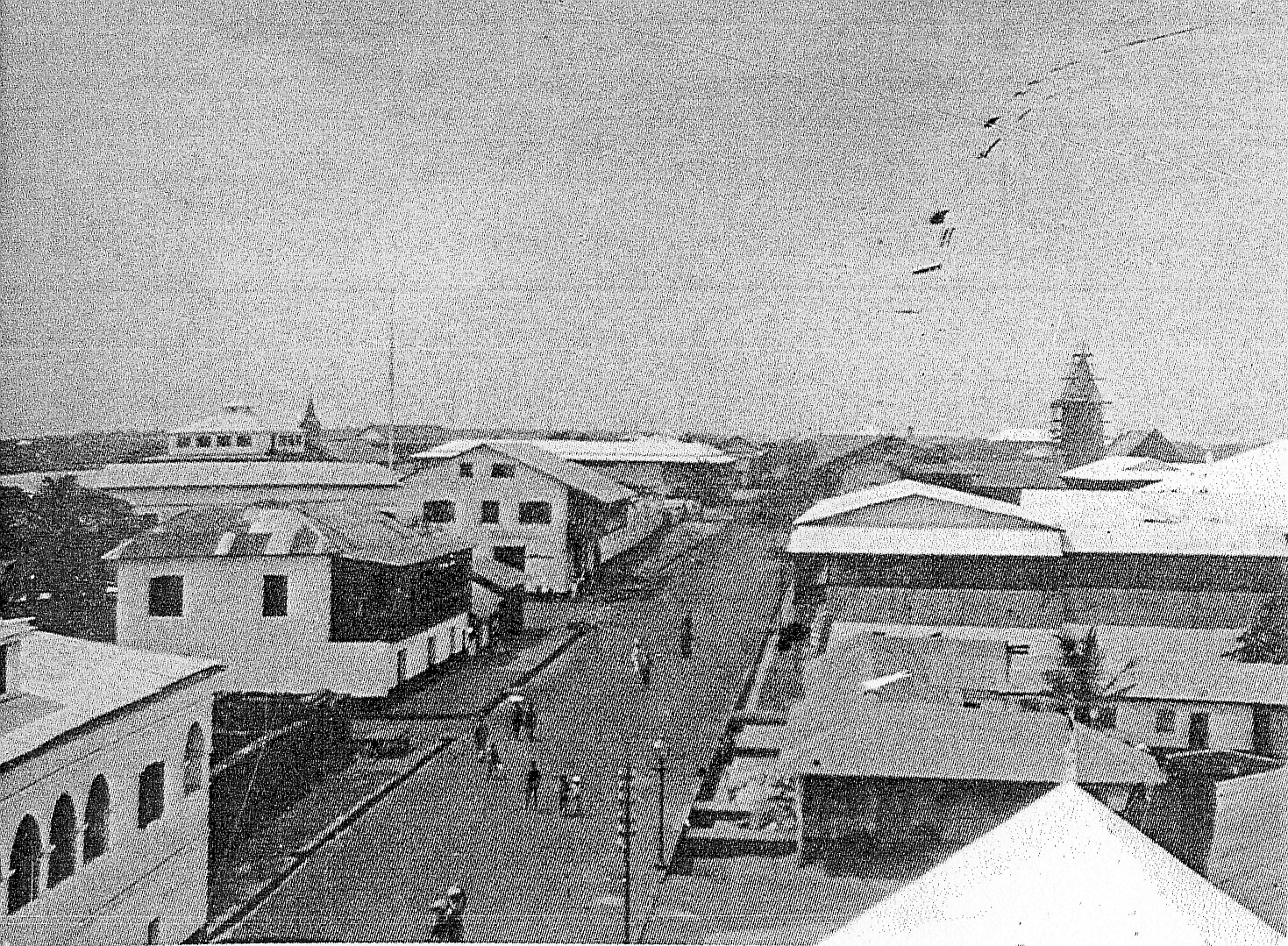
Un carrer principal del centre d'Accra entre 1885 i 1908

Una de les decisions més influents en la història de la ciutat va ser la de construir el ferrocarril Accra-Kumasi el 1908. Es tractava de connectar Accra, el port més important del país en aquell moment, amb les principals regions productores de cacau de Ghana. El 1923, el ferrocarril es va completar, i el 1924, el cacau era la major exportació de Ghana.
L'època colonial va influir molt en la forma que va prendre Accra durant aquest període. Per exemple, la segregació dels barris europeus i africans va ser obligada per llei fins al 1923, i tots els nous edificis havien de ser construïts amb pedra o formigó. Malgrat aquestes regulacions, els colons europeus de la Costa d'Or es van mostrar molt reticents a invertir una gran quantitat de diners a la ciutat per mantenir la seva infraestructura o millorar les obres públiques. Això no va canviar fins a la governació de Sir Frederick Gordon Guggisberg, període durant el qual els tres assentaments separats (Osu, La i Jamestown) es van fusionar per fer-se la moderna Accra. L'administració de Guggisberg va dissenyar els barris en xarxa actuals de Tudu, Adabraka i Asylum Down.
Entre els èxits de Guggisberg va ser la construcció d'un pont a través de la llacuna de Korle el 1923, que va obrir la terra a l'oest de la llacuna per a l'assentament. Guggisberg també va supervisar la construcció d'un gran hospital (Korle-Bu) i una escola secundària (Achimota). Aquestes millores van provocar un augment de la població d'Accra a causa de la migració dels habitants rurals a la ciutat i la immigració d'un nombre creixent d'empresaris i administradors britànics.

### Després de la Segona Guerra Mundial

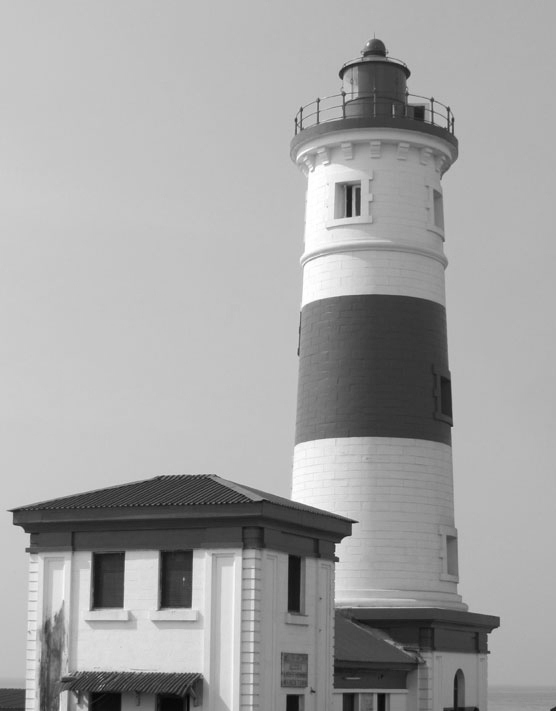
Far de Jamestown a Jamestown/Usshertown, Accra

En els anys posteriors a la Segona Guerra Mundial, els barris de Ridge i Cantonments es van planificar com a urbanitzacions de baixa densitat per als europeus, mentre que molts migrants rurals es van establir en barris que encara no s'havien incorporat al límit municipal d'Accra, com Nima i els seus voltants. Així, el desenvolupament d'aquests barris no estava regulat pel govern, creant un paisatge de barraquisme concorregut i convuls.
Una altra zona d'Accra que va prendre forma en aquesta època va ser el districte central de negocis (CBD). Es van construir més edificis administratius a High Street, formant un enorme complex judicial/administratiu. A més, l'expansió de l'economia va fer que es construïssin molts més edificis comercials al CBD.
El 1944, l'urbanista d'Accra Maxwell Fry va idear un pla d'urbanisme, que va ser revisat el 1958 per BDW Treavallion i Alan Flood. Tot i que el pla Fry/Trevallion no es va seguir mai, va il·lustrar la visió britànica de com s'hauria de desenvolupar Accra.
El 1948, Ghana va continuar sent una colònia de la Gran Bretanya després de la Segona Guerra Mundial. El cap d'Osu Alata, Nii Kobina Bonney III, havia establert un boicot als productes europeus a tot el país a causa de l'augment dels preus dels productes bàsics essencials. Al mateix temps, els veterans de la guerra lluitaven pels seus beneficis i prometien un sou. Exmilitars desarmats van organitzar una marxa al castell de Christiansborg, Accra el 28 de febrer de 1948. El seu pla era lliurar una petició al governador colonial exigint que rebin el seu sou i beneficis. Abans d'arribar al castell, els veterans van ser disparats, després de rebre l'ordre del cap de la policia colonial de dispersar-se. Tres dels líders de la manifestació van ser assassinats, inclòs el sergent Nii Adjetey, que ara té un memorial a Accra.

#### Pla Fry/Treavallion
En el pla Fry/Treavallion, es va demanar una reorganització del CBD, així com el desenvolupament de la regió costanera de la ciutat. Per reorganitzar el CBD, els planificadors van decidir superposar una xarxa de carrers estreta al nord de Fort Ussher.
A l'est d'aquest CBD recentment organitzat, els planificadors esperaven preservar un espai ampli i obert per a un restaurant, un club de camp i camps de polo i Criquet. A més, els planificadors britànics pretenien construir un gran nombre de places públiques, fonts i piscines i estàtues ornamentals per tota la ciutat, així com un vast complex del Parlament al centre de la ciutat. Finalment, el pla Fry/Treavallion incloïa plans per fer de la regió costanera una extensió de l'exclusiu barri europeu de Victoriaborg, i per crear una reserva recreativa per a l'elit. Tanmateix, la Costa d'Or britànica va acabar abans que es promulgués el pla Fry/Treavallion.

#### Pla Nkrumah

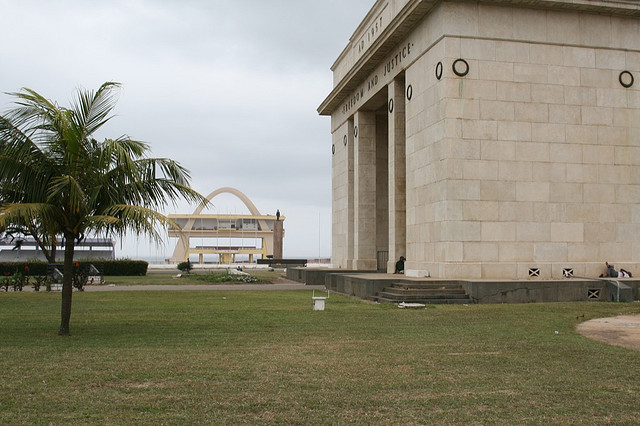
Plaça de l'estrella negra

Quan Kwame Nkrumah es va convertir en el primer primer ministre de Ghana després de la independència el 1957, va crear el seu propi pla per al desenvolupament d'Accra. En lloc de crear espais per servir l'elit, Nkrumah va intentar crear espais per inspirar orgull i nacionalisme al seu poble i a tota l'Àfrica.
En lloc de crear fonts ornamentals i un gran complex del Parlament, Nkrumah va decidir construir punts de referència com ara la plaça de la Independència, la Casa de l'Estat i l'edifici de l'Organització de la Unitat Africana, i reformar el castell de Christianborg. Nkrumah va decidir deixar la regió costanera de l'Atlàntic sense desenvolupar-se, per no distreure l'atenció del Centre Comunitari o de la Plaça de la Independència, dotant ambdós espais de significació simbòlica. El pla Nkrumah no emfatitzava l'ordre tant com ho feia el pla Fry/Treavallion; mentre que el pla britànic es va esforçar per reduir l'aglomeració al districte comercial i ajudar a alleujar l'amuntegament dels barris que voregen el CBD, el pla Nkrumah va permetre la compressió continuada dels establiments comercials al CBD, així com una major migració cap a Jamestown.
La ciutat moderna se centra en els forts britànics, danesos i holandesos originals i les seves comunitats circumdants: Jamestown a prop del fort James britànic, Osu prop del fort danès de Christiansborg (ara castell d'Osu) i Ussherstown prop del fort Ussher neerlandès.
Les atraccions turístiques inclouen el Museu Nacional de Ghana, l'Acadèmia d'Arts i Ciències de Ghana, els Arxius Nacionals de Ghana i la biblioteca central de Ghana, el Teatre Nacional, el Centre de Cultura Nacional d'Accra i el far de Jamestown.
El Parlament, la Cort Suprema de Ghana, Black Star Square i el Banc de Ghana també es troben a Accra.
La ciutat també és un centre de transport, on hi ha l'aeroport internacional de Kotoka i enllaços ferroviaris amb Tema, Sekondi-Takoradi i Kumasi. Accra s'ha convertit en un lloc per a conferències empresarials nacionals i internacionals, com ara la sèrie BarCamp Ghana, organitzada per GhanaThink Foundation.

## Geografia
A causa de la seva ubicació al Corredor Togo-Dahomey, on el golf de Guinea i la costa de l'oceà Atlàntic corren paral·lels als vents monzònics humits predominants, Accra presenta un clima semiàrid càlid molt marginal (classificació climàtica de Köppen: BSh) que limita amb un clima tropical. clima humit i sec (classificació climàtica de Köppen: Aw/As). La precipitació mitjana anual és d'uns 730 mm, que cau principalment durant les dues estacions de pluja de Ghana. La temporada de pluges principal comença a l'abril i acaba a mitjans de juliol, mentre que una segona temporada de pluges més feble es produeix a l'octubre. La pluja sol caure en tempestes breus i intenses i provoca inundacions locals en les quals els canals de drenatge estan obstruïts.
Es produeix molt poca variació de temperatura al llarg de l'any. La temperatura mitjana mensual oscil·la entre 25,9 °C a l'agost (el més fresc) a 29.6 °C al març (el més calorós), amb una mitjana anual de 27,6 °C. Els mesos frescos solen ser més humits que els mesos més càlids. Com a resultat, durant els mesos més càlids i particularment durant la temporada d'Harmattan ventós, la ciutat experimenta una calor seca brisa que se sent menys càlida que la temporada de pluges més fresca, però més humida.
Com a ciutat costanera, Accra és vulnerable als impactes del canvi climàtic i l'augment del nivell del mar, amb el creixement demogràfic que exerceix una pressió creixent sobre les zones costaneres. La infraestructura de drenatge està especialment en risc, la qual cosa té profundes implicacions per als mitjans de vida de les persones, especialment en els assentaments informals. La regulació inadequada de la planificació i l'aplicació de la llei, així com la corrupció percebuda en els processos governamentals, la manca de comunicació entre els departaments governamentals i la manca de preocupació o coordinació governamental pel que fa als codis d'edificació són els principals impediments per avançar en el desenvolupament de la infraestructura de drenatge d'Accra. la Xarxa de Coneixement sobre el Clima i el Desenvolupament.
Com que Accra està a prop de l'equador, les hores de llum són pràcticament uniformes durant l'any. La humitat relativa és generalment alta, variant des del 65% a mitja tarda fins al 95% a la nit. La direcció del vent predominant a Accra és dels sectors WSW a NNE. La velocitat del vent normalment oscil·la entre 8 i 16 km/h. Les ràfegues de vent fortes es donen amb tempestes, que generalment passen en borrasca per la costa.
El rècord màxim de velocitat del vent a Accra és de 107,4 km/h. Els forts vents associats a l'activitat de les tempestes sovint causen danys a la propietat mitjançant l'eliminació del material de les cobertes. Diverses zones d'Accra experimenten efectes microclimàtics. La Conca hidrogràfica de perfil baix amb una orientació nord-sud no estan tan ben ventilades com les orientades est-oest.
Sovint, l'aire queda atrapat a les butxaques de la ciutat i un efecte d'aïllament pot donar lloc a un augment local de la temperatura de l'aire de diversos graus. Això passa sobretot a les zones del complex esportiu d'Accra Newtown.

## Grups ètnics i llengües
- Els gameis, que parlen la llengua ga, són els membres del grup ètnic majoritari del Gran Accra.

## Persones il·lustres
- Brimah Razak

## Bibliografiа
- Accra City Council. Accra City Handbook, 1977.
- Accra, capital of Ghana, 1989. ISBN 9964905041.
- Katherine V. Gough; P. Yankson «Role of Civil Society in Urban Management in Accra, Ghana». A: Nordiska Afrikainstitutet. Associational Life in African Cities: Popular Responses to the Urban Crisis, 2001, p. 127+. ISBN 978-91-7106-465-3.
- Agbenyega Adedze. «Accra, Ghana». A: Routledge. Encyclopedia of Twentieth-Century African History, 2003. ISBN 0415234794.
- «Accra». A: Oxford University Press. Africana: The Encyclopedia of the African and African American Experience, 2005, p. 18. ISBN 978-0-19-517055-9.
- «Accra». A: Taylor & Francis. Encyclopedia of African History, 2005, p. 15. ISBN 978-1-57958-245-6.
- John R. Weeks; etal «Can we spot a neighborhood from the air? Defining neighborhood structure in Accra, Ghana». GeoJournal, 2007.
- Alex Boakye Asiedu and Godwin Arku «The rise of gated housing estates in Ghana: Empirical insights from three communities in metropolitan Accra». Journal of Housing and the Built Environment, 3, 2009, pàg. 227–247. DOI: 10.1007/s10901-009-9146-0. JSTOR: 41107466.
- David P. Johnson Jr.. «Ga». A: Oxford University Press. Encyclopedia of Africa, 2010. ISBN 9780195337709.
- Ato Quayson. Duke University Press. Oxford Street, Accra: City Life and the Itineraries of Transnationalism, 2014. ISBN 978-0-8223-7629-3.
- Marleen de Witte. «Encountering religion through Accra's urban soundscape». A: Routledge. Encountering the City: Urban Encounters from Accra to New York, 2016, p. 133+. ISBN 978-1-317-14395-6.